# Emil Schaus

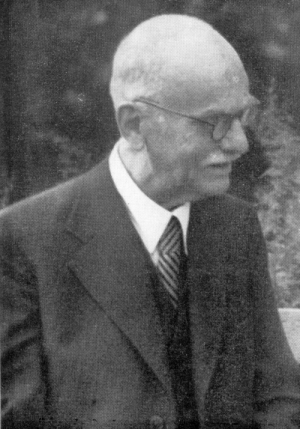
Emil Schaus

Emil Schaus (* 14. November 1869 in Ehrenbreitstein; † 28. Februar 1944 in Koblenz) war Archivar im preußischen Staatsdienst und von 1921 bis 1935 Direktor des Staatsarchivs Koblenz.

## Leben
Emil Schaus wurde als Sohn des königlichen Revisors Friedrich Schaus geboren. Ab 1876 besuchte er die Vorschule und danach das Gymnasium in Koblenz. Nach dem Abitur im Jahr 1888 immatrikulierte er sich an der Universität München, um Geschichte zu studieren. Im darauffolgenden Wintersemester setzte er seine Studien an der Berliner Universität fort, wo zu dieser Zeit Heinrich von Treitschke, Gustav v. Schmoller und Herman Grimm lehrten. Seine Promotion erlangte er im Jahr 1894 bei Paul Scheffer-Boichorst mit der Dissertation: Zur Diplomatik Ludwig des Bayern. Im Oktober des gleichen Jahres legte er in Marburg das Archivexamen ab. Da eine sofortige Einstellung in den preußischen Archivdienst nicht möglich war, bearbeitete Emil Schaus im Auftrag seines Doktorvaters Scheffer-Boichorst staufische Regesten. Mit Unterstützung der Monumenta Germaniae Historica unternahm er eine Studienreise nach Oberitalien. 1897 trat Schaus eine Archivarstelle in Prenzlau an und wurde dann im Oktober 1897 an das Geheime Staatsarchiv in Berlin versetzt. Zum 1. April 1898 kam er an das Staatsarchiv in Wiesbaden, wo er bald die Bearbeitung und Herausgabe des naussauischen Urkundenbuchs übernahm.
Emil Schaus wurde wegen vorangehender Krankheiten im Ersten Weltkrieg zunächst beim Roten Kreuz und danach in der Zivilverwaltung in Belgien eingesetzt. Nach der Rückkehr zum Staatsarchiv Wiesbaden wurde ihm 1921 die Leitung des Staatsarchivs Koblenz übertragen. Dort trat er die Nachfolge von Max Bär an. Am 1. April 1935 wurde er in den Ruhestand versetzt.

## Werke (Auswahl)
- Zur Diplomatik Ludwig des Bayern. (Dissertation Berlin) München 1894.
- Das Kloster der Minne. In: Zeitschrift für deutsches Altertum 38. 1894, S. 361–368.
- Bismarck und Nassau. J. F. Bergmann, Wiesbaden 1900.
- Beiträge zur neueren Verfassungsgeschichte der Stadt Weilburg. In: Nassauische Annalen 36. 1906, S. 57–86.
- Das Deutschordenshaus zu Koblenz. Eine Führung.
- Stadtrechtsorte und Flecken im Regierungsbezirk Trier und im Kreise Birkenfeld, hrsg. von der Arbeitsgemeinschaft für Landesgeschichte und Volkskunde des Trierer Raumes (= Schriftenreihe zur Trierer Landesgeschichte und Volkskunde, Band 3), Trier 1958.